# Teorema del nombre poligonal de Fermat
El teorema del nombre poligonal de Fermat diu que cada nombre natural és la suma de com a màxim n nombres poligonals. Cada nombre natural pot ser escrit com la suma de tres o menys nombres triangulars, o quatre o menys nombres quadrats, o cinc o menys nombres pentagonals, i així successivament. El nombre 17, per exemple, pot ser escrit com segueix:
17 = 10 + 6 + 1 (nombres triangulars)
17 = 16 + 1 (nombres quadrats)
17 = 12 + 5 (nombres pentagonals).
Un cas especial del teorema molt conegut és el teorema dels quatre quadrats de Lagrange, que assegura que qualsevol nombre natural pot ser expressat com la suma de quatre quadrats, per exemple, el nombre 7 = 4 + 1 + 1 + 1.
Joseph Louis Lagrange va demostrar el cas quadrat en 1770 i Carl Friedrich Gauss va demostrar el cas triangular en 1796, però el teorema no va ser resolt de forma general fins 1813 per Cauchy. Una demostració de Nathanson (veure referències) es basa en el següent lema donat per Cauchy:
Per a nombres naturals imparells {\displaystyle a} i {\displaystyle b} tals que {\displaystyle b^{2}<4a} i {\displaystyle 3a<b^{2}+2b+4} es poden trobar nombres enters no negatius {\displaystyle s,t,u} i {\displaystyle v} tals que {\displaystyle a=s^{2}+t^{2}+u^{2}+v^{2}} i {\displaystyle b=s+t+u+v.}